# Falkarius
Falkarius (Falcarius utahensis) – dinozaur z grupy celurozaurów, należący do nadrodziny terizinozauroidów.
Żył w okresie wczesnej kredy (ok. 130-112 mln lat temu) na terenach Ameryki Północnej. Długość ciała do 4 m, wysokość ok. 1,2 m, masa ok. 70 kg. Jego szczątki znaleziono w USA (we wschodnio-centralnej części stanu Utah). 

## Opis
Falkarius był prymitywnym terizinozauroidem. Miał ostre, długie pazury, które najprawdopodobniej służyły do naginania roślin, a nie do rozszarpywania innych dinozaurów jak twierdzili do niedawna paleontolodzy, w tym kierujący zespołem paleontologów James Kirkland, który powiedział dla Nature: "Jeszcze nie wiemy, czym dokładnie żywił się nowo odkryty dinozaur. Analiza jego szkieletu wskazuje jednak na początki przemian ewolucyjnych u tych zwierząt w stronę roślinożerności".

## Kwestia pochodzenia Terizinozauroidów
Do niedawna uważano, że terizinozauroidy najpierw pojawiły się w Azji, a później na obszarze Ameryki Północnej. Odnalezione w Azji terizinozauroidy, takie jak terizinozaur, czy też każdy inny, były bardziej zaawansowane ewolucyjnie niż falkarius. Więc wychodzi, że terizinozauroidy nie pojawiły się wpierw w Azji a potem w Ameryce Północnej, lecz odwrotnie.
Inni naukowcy uważają, że falkarius jest wspólnym przodkiem terizinozauroidów i owiraptorów, gdyż wskazuje na to budowa czaszki i niektórych kości.